# Mabel Bianco
Pour les articles homonymes, voir Bianco.
Mabel Bianco (1941-) est une médecin argentine qui a consacré sa carrière à lutter pour l'accès des femmes à de meilleurs services de santé et à une éducation sexuelle. Elle est la fondatrice de la FEIM. 

## Jeunesse
Mabel Bianco naît en 1941. 
Elle étudie la médecine à l'Université del Salvador de 1958 à 1964 et obtient un master en santé publique de l'Université de Valle (Colombie) en 1968. En 1972, elle obtient une spécialité en épidémiologie et statistiques médicales à la London School of Hygiene and Tropical Medicine de Londres. Lorsqu'elle retourne en Argentine, son pays est sous l'emprise d'une dictature militaire et les services de planification familiale n'existaient tout simplement pas. Un décret de cette époque «interdisait la planification familiale, invoquant la nécessité d'augmenter notre taux de natalité».

## Carrière
Elle commence sa carrière en 1972 en tant que professeur à l'Université de Buenos Aires, puis elle crée en 1981 le Centro de Investigaciones Epidemiológicas (Centre de recherche épidémiologique) à l'Académie nationale de médecine. 
En 1983, elle travaille au ministère argentin de la Santé et de l'Action sociale, où elle coordonne le Programme Alimentaire National et créé le programme «Femmes, santé et développement». Elle a promu des lois pour améliorer la condition des femmes, parmi lesquelles la ratification de la Convention sur l'élimination de toutes les formes de discrimination à l'égard des femmes. En 1985, elle est membre de la délégation officielle à la Conférence internationale sur les femmes de Nairobi. Elle conduit une étude qui révèle qu'en absence de planning familial, les femmes pauvres avortent dans la rue. De 1985 à 1989, elle directrice des relations internationales du ministère. 
En 1989, elle quitte le ministère à la suite d'un changement de gouvernement et crée l’ONG Fundación para Estudio e Investigación de la Mujer (FEIM) consacrée à la promotion des droits des femmes et à l'accession à l'avortement, encore illégal dans la majorité des cas en Argentine.
Elle participé à la Conférence mondiale sur les femmes à Pékin en 1995, au Sommet mondial sur le développement social à Copenhague en 1995, à la Conférence internationale sur la population et le développement au Caire en 1994 et au Sommet de la Terre à Rio de Janeiro en 1992. 
Bianco est pionnière dans la recherche et prévention du VIH / SIDA chez les femmes, elle a participé à la création de l'ONUSIDA et au projet de Lutte contre le Sida et les MST (LUSIDA) financé par la Banque mondiale. En 2012, elle créé et copréside le Comité des ONG sur la condition des femmes d'Amérique latine et des Caraïbes. 
Le 12 avril 2018, elle participe à la deuxième journée de débat au Congrès national pour la légalisation de l'avortement en Argentine.

## Distinctions
Mabel Bianco a reçu, entre autres, les prix et distinctions suivants : 
- 2011 : Nommée par Newsweek comme «l'une de 150 femmes à faire bouger le monde"».
- 2013 : "Dignity 2013", Prix de l'Assemblée permanente pour les droits de l'homme d'Argentine.
- 2017 : "Woman of Distinction", Prix du NGO Committee on the Status of Women[6].
- 2019 : 100 Women[2].